# Rhinotyphlops ataeniatus
Rhinotyphlops ataeniatus — вид змій родини сліпунів (Typhlopidae). Мешкає в Східній Африці.

## Поширення і екологія
Rhinotyphlops ataeniatus мешкають на півдні Сомалі, на сході Ефіопії та на крайньому північному сході Кенії. Вони живуть в напівпустелях та в акацієво-комміфорових заростях, трапляються в піщаному ґрунті поблизу річок. Зустрічаються на висоті від 25 до 1100 м над рівнем моря. Відкладають яйця.